# Уповільнена кінозйомка

Пеларгонія, що розквітає. Двогодинний процес стиснутий до секунд

Уповільнене кінознімання (англ. time-lapse), Покадрове кінознімання, Цейтраферне кінознімання (від нім. Zeitraffer, Zeit — час, raffen — буквально збирати, підбирати, вихоплювати; переносно — групувати, ущільнювати) — різновид уповільненого фільмування, при якій значну частину часу механізм знімального устаткування виключений, а експозиція й наступна зміна кадра здійснюється періодично; кінознімання зі зниженою у порівнянні з частотою проєкції частотою кадрів. Застосовується для прискореного відтворення відносно повільних процесів, також в мультиплікації. При демонстрації відео з нормальною швидкістю проєкції виникає ефект прискорення руху — ілюзія більшої швидкості процесів, що відбуваються.

## Масштаб часу
Кількісним заходом цього прискорення, як і при прискореному фільмуванні, є масштаб часу, тобто відношення швидкостей проєкції й знімання. Масштаб часу 2:1 означає прискорене вдвічі в порівнянні зі звичайним протікання процесу на екрані.
Уповільнене кінознімання з масштабом до 3:1 здійснюється традиційними кінознімальними апаратами, що мають регулювання частоти кадрів, наприклад, з 24 стандартних на 8 кадрів у секунду.
Для одержання більшого масштабу стандартний знімальний апарат стає непридатний, тому що:
- На таких швидкостях складніше досягти стабільності роботи стандартного механізму.
- Витримка, з якої експонується кіноплівка, стає дуже великою.

У таких випадках застосовують покадрове знімання. З її допомогою досяжний довільний масштаб часу, аж до десятиліть за одну секунду, а теоретично й до геологічних епох.

## Застосування
У науці застосовують для дослідження процесів, що повільно протікають.
У науково-популярному кіно, навчальних фільмах його використовують для наочної демонстрації процесів, що повільно протікають.